# Colestyramine
Colestyramine (INN) hoặc cholestyramine (USAN) (tên thương mại Questran, Questran Light, Cholybar, Olestyr) là một chất cô lập axit mật, liên kết mật trong đường tiêu hóa để ngăn chặn sự tái hấp thu của nó. Nó là một loại nhựa trao đổi ion mạnh, có nghĩa là nó có thể trao đổi các anion chloride của nó với các axit mật anion trong đường tiêu hóa và liên kết chúng mạnh mẽ trong ma trận nhựa. Nhóm chức năng của nhựa trao đổi anion là một nhóm amoni bậc bốn gắn liền với một chất đồng trùng hợp trơ styren - divinylbenzene.
Colestyramine loại bỏ axit mật ra khỏi cơ thể bằng cách hình thành các phức hợp không hòa tan với axit mật trong ruột, sau đó được bài tiết qua phân. Do mất axit mật, nhiều cholesterol trong huyết tương được chuyển thành axit mật trong gan để bình thường hóa mức độ. Việc chuyển đổi cholesterol thành axit mật làm giảm nồng độ cholesterol trong huyết tương.

## Sử dụng trong y tế
Các chất cô lập axit mật như colestyramine lần đầu tiên được sử dụng để điều trị tăng cholesterol máu, nhưng kể từ khi đưa ra statin, giờ đây chỉ có một vai trò nhỏ trong chỉ định này. Chúng cũng có thể được sử dụng để điều trị ngứa, hoặc ngứa, thường xảy ra trong suy gan và các loại ứ mật khác, nơi khả năng loại bỏ axit mật bị giảm.
Colestyramine thường được sử dụng để điều trị tiêu chảy do kém hấp thu axit mật. Nó lần đầu tiên được sử dụng cho điều này ở những bệnh nhân mắc bệnh Crohn đã trải qua phẫu thuật cắt bỏ vết thương. Phần cuối của ruột non (hồi tràng) là nơi axit mật được tái hấp thu. Khi phần này được loại bỏ, các axit mật đi vào ruột già và gây ra tiêu chảy do kích thích chloride / dịch tiết bởi các tế bào ruột kết dẫn đến tiêu chảy bài tiết. Colestyramine ngăn chặn sự gia tăng nước này bằng cách làm cho axit mật không hòa tan và không hoạt động thẩm thấu.
Colestyramine cũng được sử dụng trong việc kiểm soát các loại tiêu chảy axit mật khác. Dạng nguyên phát, vô căn của tiêu chảy axit mật là nguyên nhân phổ biến của tiêu chảy chức năng mãn tính, thường được chẩn đoán nhầm là hội chứng ruột kích thích tiêu chảy (IBS-D), và hầu hết những bệnh nhân này đáp ứng với colestyramine. Nó có lợi trong điều trị hội chứng sau cắt túi mật tiêu chảy mạn tính. Colestyramine cũng hữu ích trong điều trị tiêu chảy sau cắt.
Colestyramine có thể hữu ích trong điều trị nhiễm trùng Clostridium difficile, để hấp thụ độc tố A và B, và giảm tiêu chảy và các triệu chứng khác mà các độc tố này gây ra. Tuy nhiên, vì nó không phải là chất chống nhiễm trùng, nên nó được sử dụng trong buổi hòa nhạc với vancomycin.
Nó cũng được sử dụng trong quy trình "rửa sạch" ở những bệnh nhân dùng leflunomide hoặc teriflunomide để hỗ trợ loại bỏ thuốc trong trường hợp ngừng thuốc do tác dụng phụ nghiêm trọng do leflunomide hoặc teriflunomide gây ra.
Một báo cáo trường hợp cho thấy colestyramine có thể hữu ích cho ngộ độc cyanobacterial (microcystin) ở chó.
Thuốc mỡ có chứa colestyramine được kết hợp với aquaphor đã được sử dụng trong điều trị tại chỗ phát ban tã ở trẻ sơ sinh và trẻ mới biết đi.
Cholestyramine cũng liên kết với oxalate trong đường tiêu hóa, cuối cùng làm giảm sự hình thành sỏi oxalate trong nước tiểu và calci oxalate.

## Các hình thức có sẵn
Colestyramine có sẵn ở dạng bột, trong các gói 4 g hoặc trong các hộp lớn hơn. Ở Hoa Kỳ, nó có thể được mua dưới dạng thuốc thông thường hoặc Questran hoặc Questran Light (Bristol-Myers Squibb).

## Liều dùng
Một liều thông thường là 4 đến 8 g một lần hoặc hai lần mỗi ngày, với liều tối đa 24 g / ngày.

## Tác dụng phụ
Những tác dụng phụ đã được ghi nhận:
- Thường xuyên nhất: táo bón
- Tăng triglyceride huyết tương [15]

Tắc ruột đã được báo cáo ở những bệnh nhân phẫu thuật ruột trước đó nên sử dụng colestyramine một cách thận trọng. Nhiễm toan chuyển hóa do tăng cholesterol máu do Cholestyramine cũng đã được báo cáo hiếm khi.
Bệnh nhân bị suy giáp, tiểu đường, hội chứng thận hư, rối loạn protein máu, bệnh gan tắc nghẽn, bệnh thận hoặc nghiện rượu nên tham khảo ý kiến bác sĩ trước khi dùng thuốc này. Các loại thuốc khác nên được dùng ít nhất một giờ trước hoặc bốn đến sáu giờ sau khi dùng colestyramine để giảm can thiệp có thể với sự hấp thụ. Bệnh nhân bị phenylketon niệu nên tham khảo ý kiến bác sĩ trước khi dùng Questran Light vì sản phẩm đó có chứa phenylalanine.

## Tương tác thuốc
Tương tác với các loại thuốc này đã được ghi nhận:
- Digitalis
- Estrogen và proestin
- Thuốc tiểu đường dạng uống
- Penicillin G
- Phenobarbital
- Spironolactone
- Tetracycline
- Thuốc lợi tiểu dạng thiazide
- Thuốc tuyến giáp
- Warfarin
- Leflunomide

Hầu hết các tương tác là do nguy cơ giảm hấp thu của các loại thuốc này. Thời gian điều trị không giới hạn, nhưng bác sĩ kê đơn nên đánh giá lại đều đặn nếu vẫn tiếp tục điều trị. Nguy cơ quá liều chính là tắc nghẽn ruột hoặc dạ dày.
Colestyramine có thể can thiệp vào việc hấp thụ các vitamin tan trong chất béo như vitamin A, D, E và K. Không có cân nhắc đặc biệt liên quan đến tiêu thụ rượu được thực hiện.